# McKittrick Canyon Nature Trail
Ne doit pas être confondu avec McKittrick Canyon Trail.
Le McKittrick Canyon Nature Trail est un sentier de randonnée américain dans le comté de Culberson, au Texas. Cette boucle de 0,9 mille au départ de la station de rangers du canyon McKittrick est entièrement située au sein du parc national des Guadalupe Mountains.